# MZW
MZW är det andra studioalbumet av Måns Zelmerlöw. Albumet innehåller mer dansanta låtar än hans mer poppiga debutalbum Stand By For....[källa behövs] Albumet innehåller låten ”Hope & Glory”, som var Måns bidrag i Melodifestivalen 2009. Albumet gick in på den svenska albumlistan och sålde guld direkt . Senare den 29 maj 2009 hamnade albumet på första plats på den svenska albumlistan. Två singlar har än så länge släppts från albumet, Hope & Glory, och Hold On. Han vann eurovision 2015

## Låtlista
Standardversionen:
1. Hope & Glory - 3:02 (Henrik Wikström/Fredrik Kempe - Kempe/Måns Zelmerlöw)
2. One Minute More - 2:59 (Zelmerlöw/Kempe/E.Ishi.Mughal - Kempe/Zelmerlöw)
3. Freak Out - 3:38 (Zelmerlöw/Jason Gill/David Clewett)
4. Impossible - 3:47 (Zelmerlöw/Dan Sundquist/Aleena Gibson)
5. Find Love - 3:33 (Zelmerlöw/Ishi.Mughal/Michel Zitron)
6. Rewind - 3:26 (Zelmerlöw/Gill/Clewett)
7. Forever - 3:27 (Kempe - Zelmerlöw/Kempe)
8. Saved Again - 2:59 (Kempe/Ishi.Mughal/Zelmerlöw - Zelmerlöw/Kempe)
9. Home - 3:14 (Kempe/Ishi.Mughal/Zelmerlöw - Zelmerlöw/Kempe)
10. A Stranger Saved My Life - 4:13 (Kempe - Kempe/Zelmerlöw)
11. Whole New World - 3:43 (Zelmerlöw/Moh Denebi - Zelmerlöw)
12. Hold On - 3:51 (Zelmerlöw/Gill/Clewett)

iTunes Deluxe Edition:
1. Hope & Glory - 3:02 (Henrik Wikström/Fredrik Kempe - Kempe/Måns Zelmerlöw)
2. One Minute More - 2:59 (Zelmerlöw/Kempe/E.Ishi.Mughal - Kempe/Zelmerlöw)
3. Freak Out - 3:38 (Zelmerlöw/Jason Gill/David Clewett)
4. Impossible - 3:47 (Zelmerlöw/Dan Sundquist/Aleena Gibson)
5. Find Love - 3:33 (Zelmerlöw/Ishi.Mughal/Michel Zitron)
6. Rewind - 3:26 (Zelmerlöw/Gill/Clewett)
7. Forever - 3:27 (Kempe - Zelmerlöw/Kempe)
8. Saved Again - 2:59 (Kempe/Ishi.Mughal/Zelmerlöw - Zelmerlöw/Kempe)
9. Home - 3:14 (Kempe/Ishi.Mughal/Zelmerlöw - Zelmerlöw/Kempe)
10. A Stranger Saved My Life - 4:13 (Kempe - Kempe/Zelmerlöw)
11. Whole New World - 3:43 (Zelmerlöw/Moh Denebi - Zelmerlöw)
12. Hold On - 3:51 (Zelmerlöw/Gill/Clewett)
13. Hope & Glory (akustisk version) - 3:45 (Henrik Wikström/Fredrik Kempe - Kempe/Måns Zelmerlöw)
14. Cara Mia (akustisk version) - 4:02 (Henrik Wikström/Fredrik Kempe)
15. Maniac (akustisk version) - 4:26 (Michael Sembello)

## Limited Edition
En "Limited Edition"-version av albumet släpptes en vecka efter att huvudalbumet släpptes och innehåller ingen skillnad musikmässigt från standardversionen. Den enda synbara skillnaden är att texten på omslaget är skriven på cd-fodralet och inte på albumshäftet som det vanligtvis är. Även uppe i vänstra hörnet på motsatt sida om fodralet finns det ett nummer för vilken Limited Edition det är.

## Singlar
- 'Hope & Glory' är den första officiella singeln från albumet. Den släpptes 25 februari 2009 och intog svenska topplistan på plats 22 [2] men klättrade snabbt upp till plats 2, efter framträdandet i Melodifestivalen. 'Hope & Glory' släpptes som cd-singel, singeln innehåller en instrumental version av låten. Liveframträdandet av låten i Melodifestivalen har fungerat som musikvideo för låten.
- 'Hold On' är andra singeln från albumet, låten har hittills nått plats 22[3] på de svenska listorna. Den släpptes 3 juni 2009 som en singel för nerladdning endast. Ingen officiell video har blivit gjord för singeln.
- 'Rewind' släpptes som en singel i Polen för att göra reklam för albumet.

## Listplaceringar
| Lista (2009) | Topplacering |
| ------------ | ------------ |
| Sverige      | 1            |

### Fotnoter
1. ↑  ”Poplight 3 april 2009 - Måns album sålde guld direkt”. Arkiverad från originalet den 25 maj 2012. https://archive.is/20120525211723/http://poplight.zitiz.se/artikel/mans-album-salde-guld-direkt. Läst 25 maj 2012.
2. ↑  http://www.swedishcharts.com/showitem.asp?interpret=M%E5ns+Zelmerl%F6w&titel=Hope+%26+Glory&cat=s
3. ↑  http://www.swedishcharts.com/showitem.asp?interpret=M%E5ns+Zelmerl%F6w&titel=Hold+On&cat=s
4. ↑  Listplacering